# Özlem Topçu

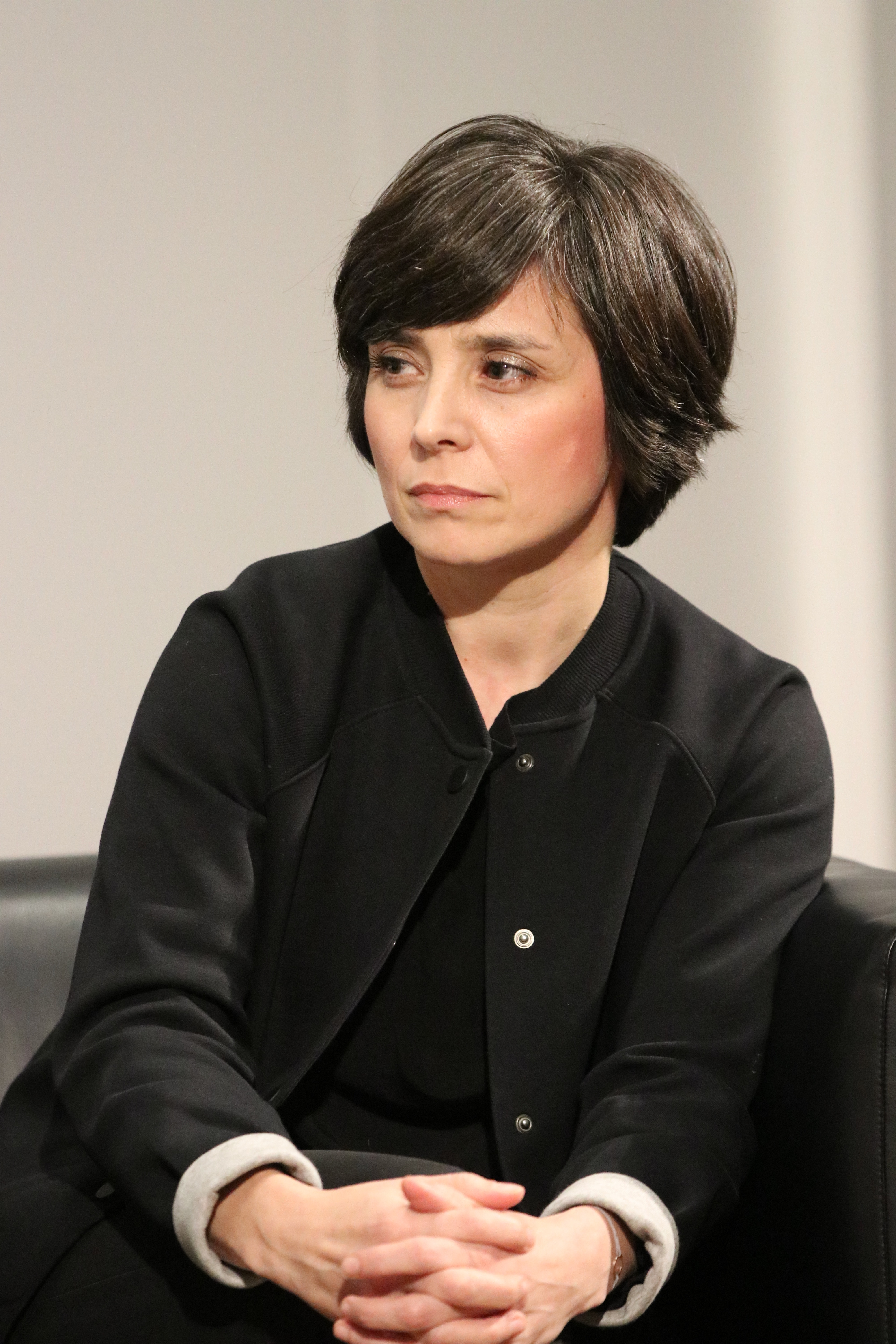
Özlem Topçu

Özlem Topçu (* 12. Februar 1977 in Flensburg) ist eine deutsche Journalistin, die als Co-Leiterin des Auslandsressorts für das Nachrichtenmagazin Der Spiegel arbeitet. Sie ist Trägerin des Theodor-Wolff-Preises.

## Werdegang und Leistungen
Topçu studierte nach dem Abitur in Flensburg Islam-, Politik- und Medienwissenschaft in Hamburg und Kiel. Von 2005 bis 2006 absolvierte sie ein Volontariat bei der Axel-Springer-Akademie.
Ab Anfang 2007 war sie als freie Journalistin und Reporterin in Hamburg tätig. Im Jahre 2008 erhielt sie zusammen mit Miriam Opresnik den Journalistenpreis der deutschen Zeitungen, den Theodor-Wolff-Preis, für ihre Reportage Hauptschule und Migrant – und welche Chancen hast du dann?, die 2007 im Hamburger Abendblatt erschienen war. Die Autorinnen hatten ein Jahr lang Hauptschüler begleitet, die vor ihrem Berufseinstieg stehen. Die Jury befand, dass es die beiden Journalistinnen verstanden hätten, die „präzise Beobachtung der Einzelschicksale in plastische und zugleich nüchterne Sprache umzusetzen“. Ebenfalls 2008 wurde Topçu für ihre Gerichtsreportage über den Prozess einer Kindstötung unter dem Titel Ich warf das Kind vom Balkon mit dem Regino-Preis ausgezeichnet. Die Reportage enthalte, so die Jury, „die richtige Mischung aus sachlichem Bericht über die Fakten und einfühlsamer Schilderung der emotionalen Hintergründe des Falles.“
Ab 1. August 2009 arbeitete Topçu als Redakteurin im Ressort Politik der Wochenzeitung Die Zeit. Ab dem 26. März 2020 betreute sie eine Woche lang den Twitter-Auftritt der Zeit.
2012 veröffentlichte sie zusammen mit den Journalistinnen Alice Bota und Khuê Pham das Buch Wir neuen Deutschen, ein Porträt ihrer Generation, über das Der Spiegel schrieb: „Die persönlichen Geschichten der Autorinnen und ihrer Eltern sind zugleich ein Stück Geschichte der Bundesrepublik Deutschland, die immer noch – fast 60 Jahren nach der Ankunft der ersten Gastarbeiter – zu unsichtbar ist, weil ihre Nachkommen noch viel zu selten dort sitzen, wo sie sich sichtbar machen können.“
Seit 2012 tritt Topçu zusammen mit den Journalisten Deniz Yücel, Yassin Musharbash, Mely Kiyak, Özlem Gezer, Hasnain Kazim, Doris Akrap und Ebru Taşdemir im Rahmen der „antirassistischen Leseshow“ Hate Poetry auf, bei denen sie im Stile eines Poetry Slams rassistische Leserbriefe vorlesen. „Selten war Rassismus so unterhaltsam“, urteilte darüber Die Welt, während die taz von einer „kathartischen Lesung“ sprach. 2014 wurde das Gründungsteam von Hate Poetry in der Kategorie „Sonderpreis“ als Journalisten des Jahres ausgezeichnet.
Von Mai bis November 2015 war sie mit einem Stipendium einer Stiftung in der Türkei, wo in dieser Zeit zwei Wahlkämpfe und Wahlen (Wahl am 7. Juni und am 1. November 2015) stattfanden und zahlreiche Anschläge geschahen.
Im Jahr 2021 wechselte sie zum Nachrichtenmagazin Der Spiegel als stellvertretende Leiterin des Auslandsressorts. Im Februar 2025 wurde sie zur Co-Leiterin des Ressorts befördert. Sie ist Mitgründerin des PEN Berlin.

## Auszeichnungen
- 2008: Theodor-Wolff-Preis in der Kategorie Lokales für den Artikel Hauptschule und Migrant – und welche Chancen hast du dann? im Hamburger Abendblatt
- 2009: Regino-Preis für herausragende Justizberichterstattung in der Kategorie Print.

## Buchveröffentlichungen
- Mit Alice Bota, Khuê Pham: Wir neuen Deutschen. Wer wir sind, was wir wollen. Rowohlt Verlag, Reinbek bei Hamburg 2012, ISBN 978-3-498-00673-0.[13]
- Zitronenpressen, Kopftücher, Dreadlocks. In: Wilhelm Genazino (Hrsg.): Istanbul: „sterbende Schöne“ zwischen Orient und Okzident? Corso Verlag, Hamburg 2011, ISBN 978-3-86260-021-2, S. 26 ff.
- Mit Richard C. Schneider: Wie hättet ihr uns denn gerne? Ein Briefwechsel zur deutschen Realität. Muslimisch, jüdisch, deutsch – ein Erfahrungsbericht. Droemer Verlag, München 2022, ISBN 978-3-426-27867-3.